# Desmeocraera tanzanica
Desmeocraera tanzanica är en fjärilsart som beskrevs av Sergius G. Kiriakoff 1973. Desmeocraera tanzanica ingår i släktet Desmeocraera och familjen tandspinnare. Inga underarter finns listade i Catalogue of Life.